# アフタル
アル＝アフタル（al-Akhtal、Ghiyath ibn Ghawth al-Taghlibi al-Akhtal、640年 - 710年）は、アラブ（現:イラク）の詩人、アラブ人キリスト教徒。メソポタミアのen:Taghlibに属し、アフタルとはあだ名で「耳の垂れ下がっていること」の意である。
アフタルはウマイヤ朝時代の詩人で、同様にアラブの詩人であるアル＝ファラズダク（en:Al-Farazdaq）、ジャリール・イブン・アティヤ（en:Jarir ibn Atiyah）と並んでウマイヤ朝時代を象徴する詩人だが、アフタルが最も代表的な宮廷詩人であった。
幼少の頃は母を失ったため継母に育てられるものの真の母性愛に恵まれず、継母を恨む詩を書き始め、飲酒に耽っていた。
その後はウマイヤ朝を称賛する作詩したため、ウマイヤ朝の第5代カリフであるアブドゥルマリクよりダマスカスにて歓迎のパレードを催して宮廷に迎え入れられ、桂冠詩人となった。
710年、部族の争いで亡くなる。